# Рошні-Чу
Рошні-Чу (рос. Рошни-Чу) — село у Урус-Мартановському районі Чечні Російської Федерації.
Населення становить 5802 особи (2019). Входить до складу муніципального утворення Рошні-Чуйське сільське поселення.

## Історія
Згідно із законом від 14 липня 2008 року органом місцевого самоврядування є Рошні-Чуйське сільське поселення.

## Населення
| 1990  | 2002  | 2010  | 2012  | 2013  | 2014  | 2015  |
| ----- | ----- | ----- | ----- | ----- | ----- | ----- |
| 3793  | ↗4244 | ↗5195 | ↗5277 | ↗5378 | ↗5431 | ↗5547 |
| 2016  | 2017  | 2018  | 2019  |       |       |       |
| ↗5601 | ↗5638 | ↗5726 | ↗5802 |       |       |       |